# Amiga Fast RAM
A Fast RAM az Amiga programjai számára elérhető általános célú RAM, mely kizárólag a CPU számára elérhető. Ez egy bővítési lehetősége az Amiga-rendszereknek.
A Fast RAM növeli a parancsvégrehajtás sebességét, mivel a CPU-ciklusokat sosem akadályozzák a "custom" chipek ezzel párhuzamos Chip RAM műveletei. A 32-bites CPU-val rendelkező rendszerekhez hozzáadott Fast RAM mintegy megduplázza a processzor másodpercenkénti utasításvégrehajtási sebességét (IPS). A fejlettebb Motorola 68020, '030, illetve '040 több memóriaciklust tudnak kihasználni, mint a legelső Motorola 68000-es típus.
Egyes Amiga-rendszerek több különböző sebességű Fast RAM-ot támogatnak. Például, az Amiga 3000 egyidejűleg bővíthető 16-bites Zorro II csatlakozású bővítő RAM-mal, 32-bites Zorro III csatlakozású bővítő RAM-mal, 32-bites alaplapi RAM-mal, továbbá 32-bites CPU kártyára integrált RAM-mal (sebesség szerinti sorrendben). A RAM-okat automatikusan priorizálja a rendszer és a leggyorsabb memóriamodulokat használja először.
Az A500 és a korai A2000B változatok a széles körben alkalmazott ún. "trapdoor" (az A500-on a számítógép aljába süllyeszthető és előlappal elzárható) memóriabővítési lehetőséget tartalmazzák, mely 512 KB - a Chip RAM-hoz hasonlóan az Agnus által vezérelt és annak korlátaival rendelkező - ál-Fast RAM-ot (vagy "slow RAM"-ot) fogadhat. Számos olcsó trapdoor bővítőkártya létezik az A500-hoz, melyek egy része - egy Gary custom chip adapterrel - 1,5 MB slow RAM bővítést tesz lehetővé. A leggyakoribb azonban az 512 KB-os bővítőkártya.

## Fordítás
- Ez a szócikk részben vagy egészben  az   Amiga Chip RAM című angol Wikipédia-szócikk fordításán alapul.  Az eredeti cikk szerkesztőit annak laptörténete sorolja fel. Ez a jelzés csupán a megfogalmazás eredetét és a szerzői jogokat jelzi, nem szolgál a cikkben szereplő információk forrásmegjelöléseként.